# جودا (ویسکانسین)
جودا (به انگلیسی: Juda) یک منطقهٔ مسکونی در ایالات متحده آمریکا است که در شهرستان گرین، ویسکانسین واقع شده‌است. جودا ۳۵۷ نفر جمعیت دارد و ۲۵۷٫۸۶ متر بالاتر از سطح دریا واقع شده‌است.